# Шакиашвили, Флориан
Флориан Шакиашвили (фр. Florian Chakiachvili; род. 18 марта 1992, Бриансон) — французский хоккеист. В настоящее время является игроком «Руан», выступающего в лиге Магнуса. Игрок сборной Франции.

## Карьера
Начинал свою карьеру в юниорской команде «Гап». С 2008 года в течение трех лет защитник находился в системе клуба «Руан Драгонс». С 2011 года Шакиашвили играет за французский «Бриансон». В 2014 году в составе команды стал чемпионом страны.
Выступал за юниорскую и молодежную сборную страны. В 2014 году Шакиашвили дебютировал за Францию на чемпионате мира. На том турнире его национальная команда сумела дойти до 1/4 финала.
Играл за сборную Франции на 7 чемпионатах мира (2014, 2015, 2016, 2017, 2018, 2019, 2022).

## Достижения
- Чемпион Франции: 2014.
- Обладатель Кубка Франции: 2013.
- Обладатель Кубка Лиги: 2012.